# Nowoutkinsk
Nowoutkinsk (ros. Новоуткинск) – osiedle w Rosji, w obwodzie swierdłowskim, w okręgu miejskim Pierwouralska. W 2010 liczyło 5360 mieszkańców.